# Paul Maurice Perrin
Paul Marie Maurice Perrin (Grenoble, 30 giugno 1904 – La Tronche, 3 ottobre 1994) è stato un arcivescovo cattolico francese.

## Biografia
Maurice Perrin è nato a Grenoble il 30 giugno 1904.

### Formazione e ministero sacerdotale
Arrivato in Tunisia giovanissimo, ha iniziato i suoi studi al collegio Sainte-Marie prima di entrare nell'Istituto Notre-Dame di Grenoble e nel Collegio dei Padri Gesuiti a Beirut. Ha continuato i suoi studi presso l'École nationale supérieure des mines de Saint-Étienne, dove si è laureato nel 1927 prima di iniziare a lavorare nelle miniere del Nord.
Nel 1930, abbandonò la sua carriera di ingegnere ed entrò nel seminario maggiore di Mutuelleville, a Tunisi.
Ordinato sacerdote il 29 giugno 1936, fu nominato curato nella cattedrale di Saint-Vincent-de-Paul a Tunisi prima di diventare segretario dell'arcivescovo nel 1940 e cappellano del Lycée Carnot. Nell'agosto del 1953 fu nominato sacerdote di Sfax, poi vicario generale.

### Ministero episcopale
Il declino della salute dell'arcivescovo di Cartagine, Charles-Albert Gounot e la polemica sul suo sostegno al residente generale di Francia in Tunisia Jean-Pierre Esteva tra il 1940 e il 1943 incentivò papa Pio XII a nominare Perrin come vescovo ausiliare 7 giugno 1947. Nominato lo stesso giorno vescovo titolare di Utica, ricevette l'ordinazione episcopale il 28 ottobre successivo nella cattedrale di Tunisi.
La nuova carriera dell'arcivescovo iniziò male, dal momento che fu attaccato a Sfax nell'agosto del 1947. La città fu teatro di violenti scontri tra la polizia e gli operai scioperanti della Compagnie des Phosphates et des Ferrovie Gafsa. Fu aggredito mentre era in bicicletta e percosso con bastoni.
I problemi di salute di monsignor Gounot lo portarono a delegare la maggior parte delle sue funzioni al suo successore. Viaggiò per il paese per onorare con la sua presenza le cerimonie religiose delle comunità cristiane del paese e benedire le chiese di nuova costruzione. Allo stesso modo, è lui che ebbe il compito di accogliere il nunzio apostolico in Francia, il 25 marzo 1950, Angelo Roncalli, futuro papa Giovanni XXIII.
Il 20 giugno 1953, il vescovo Gounot morì. Mons. Perrin fu nominato arcivescovo di Cartagine e primate d'Africa il 29 ottobre dello stesso anno.

#### Gli anni della prelatura e l'indipendenza tunisina
La situazione nel paese era esplosiva. In piena lotta per l'indipendenza del paese, i tunisini affrontarono una violenta repressione armata a cui risposero con attacchi.
Il 29 marzo 1954, l'abate Costa, parroco della chiesa dell'Immacolata Concezione di Kairouan, fu assassinato nella sua chiesa. Il 6 giugno, giorno di Pentecoste, Perrin chiese la cessazione delle ostilità:
Il 31 luglio, Pierre Mendes France annunciò che la Francia riconobbe l'autonomia interna della Tunisia mentre l'Algeria a sua volta iniziò un periodo di violenza il 1º novembre 1954. Anche se apprezzarono la calma ritrovata, gli europei furono preoccupati apprendendo il contenuto degli accordi di autodeterminazione firmati il 22 aprile 1955. In una lettera pastorale del 4 maggio 1955, l'arcivescovo tradusse i sentimenti dei suoi parrocchiani:
La Tunisia ottenne l'indipendenza il 20 marzo 1956.
La "tunisinizzazione" comportò la partenza di molti funzionari francesi. Molti altri cristiani europei lasciarono il paese, preoccupati per il loro futuro, soprattutto perché certi gesti simbolici riflettevano il nuovo equilibrio di potere. Dall'8 maggio 1956, la statua del cardinale Lavigerie che troneggiava all'ingresso della medina di Tunisi fu rovesciata. Giudicata un affronto dai musulmani tunisini sin dalla sua installazione nel 1930, fu trasferita negli edifici del vescovato di Cartagine. Il 27 giugno 1956, su richiesta dei sindacati tunisini, le suore che avevano curato i malati nell'ospedale italiano dal 1910 furono rimpatriate per fare posto ai tunisini.
Si incoraggiarono le popolazioni europee a lasciare il paese. Molte licenze di trasporto e licenze commerciali vennero ritirate, l'insicurezza al confine con l'Algeria viene sfruttata per espellere i coloni europei che vivevano lì, dall'8 maggio 1957, mentre altri furono privati della loro terra a causa dell'irrigazione o dei dubbi sui titoli di proprietà. La tragedia del bombardamento di Sakiet Sidi Youssef l'8 febbraio 1958 portò alla chiusura di tutte le basi militari francesi tranne quella di Biserta.
In questo contesto di rapido declino della popolazione europea, venne messa in discussione la presenza visibile di pratiche cristiane. Dal 1959, le processioni religiose divennero soggette a un'autorizzazione amministrativa che fu rifiutata per una processione che si sarebbe dovuta tenere il 15 agosto a Tunisi. Il 28 agosto, i sacerdoti della chiesa di Kairouan furono espulsi e tutti i beni immobili sequestrati. Lo stesso anno, fu espulso anche il sacerdote di Kalaat Es-Senam, a cui venne ordinato di consegnare le chiavi della chiesa.
Dopo la crisi di Biserta, nel luglio 1961, diverse migliaia di francesi lasciarono il paese. La città di Ferryville, che contava 14 000 cristiani, ne aveva solo 800, pochi mesi dopo. Le istituzioni cristiane furono chiuse una dopo l'altra, per mancanza di fedeli e studenti nelle scuole o mancanza di approvazione amministrativa.
La scomparsa della comunità cristiana trovò il suo epilogo con la firma nel 1964 di un accordo bilaterale, il modus vivendi tra il governo tunisino e la Santa Sede, dopo cinque anni di negoziati.
Il 19 giugno 1959, l'incontro a Roma tra papa Giovanni XXIII e il presidente della Tunisia Habib Bourguiba mostrò come i negoziati bilaterali fossero necessari per risollevare le sorti della Chiesa cattolica in Tunisia. Già il 5 luglio, Mongi Slim si recò in Vaticano per iniziare i colloqui alla presenza del vescovo Perrin. Un'ulteriore visita del presidente Bourguiba nel settembre 1962 confermò l'apertura ufficiale dei negoziati dal 16 febbraio 1963.
Una prima fase si svolse dal 13 al 15 aprile tra Taïeb Sahbani, Segretario di Stato per gli affari esteri e mons. Luigi Poggi. Dopo la morte di Giovanni XXIII, una seconda fase si svolse dal 10 al 14 e dal 23 al 27 settembre. La terza fase si aprì il 19 maggio 1964 e il 27 giugno giunse la firma del concordato a Tunisi e in Vaticano. Il testo fu pubblicato sulla Gazzetta Ufficiale della Repubblica tunisina il 24 luglio. Tale accordo prevede il trasferimento allo Stato tunisino gratuito e definitivo dei 107 luoghi di culto, ad eccezione di quelli menzionati nell'allegato dell'accordo (la cattedrale e la chiesa di Santa Giovanna d'Arco di Tunisi, chiesa della Goletta, chiese di Grombalia e Susa) con "la certezza che esse saranno utilizzate solo per fini pubblici compatibili con la loro vecchia destinazione". L'idea guida era di rimuovere l'aspetto esteriore e visibile della chiesa e di entrare in possesso di tutto ciò che poteva essere usato. Uno dei negoziatori romani sosterrà che i negoziati per questo modus vivendi erano più difficili di quelli con i paesi dell'Europa orientale, immersi nel comunismo.
I titoli di arcivescovo di Cartagine e primate d'Africa furono aboliti. Il vescovo Perrin divenne un semplice prelato della Tunisia e ricevette il titolo di arcivescovo titolare di Nova, il 9 luglio 1964. Si dimise il 9 gennaio 1965.

#### Servizio diplomatico
Dopo Tunisi, partì per Baghdad dove fu nominato arcivescovo della città e delegato apostolico in Iraq il 2 agosto 1965.
Poi fu inviato come pro-nunzio apostolico in Etiopia con il titolo di arcivescovo titolare di Gurza. Rimase lì fino alle sue dimissioni il 15 novembre 1972, si ritirò poi in Savoia.
Muore il 3 ottobre 1994 a La Tronche. Fu sepolto nel cimitero di Saint-Roch a Grenoble.

## Genealogia episcopale e successione apostolica
La genealogia episcopale è:
- Cardinale Scipione Rebiba
- Cardinale Giulio Antonio Santori
- Cardinale Girolamo Bernerio, O.P.
- Vescovo Claudio Rangoni
- Arcivescovo Wawrzyniec Gembicki
- Arcivescovo Jan Wężyk
- Vescovo Piotr Gembicki
- Vescovo Jan Gembicki
- Vescovo Bonawentura Madaliński
- Vescovo Jan Małachowski
- Arcivescovo Stanisław Szembek
- Vescovo Felicjan Konstanty Szaniawski
- Vescovo Andrzej Stanisław Załuski
- Arcivescovo Adam Ignacy Komorowski
- Arcivescovo Władysław Aleksander Łubieński
- Vescovo Andrzej Mikołaj Stanisław Kostka Młodziejowski
- Arcivescovo Kasper Kazimierz Cieciszowski
- Vescovo Franciszek Borgiasz Mackiewicz
- Vescovo Michał Piwnicki
- Arcivescovo Ignacy Ludwik Pawłowski
- Arcivescovo Kazimierz Roch Dmochowski
- Arcivescovo Wacław Żyliński
- Vescovo Aleksander Kazimierz Bereśniewicz
- Arcivescovo Szymon Marcin Kozłowski
- Vescovo Mečislovas Leonardas Paliulionis
- Arcivescovo Bolesław Hieronim Kłopotowski
- Arcivescovo Jerzy Józef Elizeusz Szembek
- Vescovo Stanisław Kazimierz Zdzitowiecki
- Cardinale Aleksander Kakowski
- Papa Pio XI
- Cardinale Jean Verdier, P.S.S.
- Arcivescovo Charles-Albert Gounot, C.M.
- Arcivescovo Paul-Marie-Maurice Perrin

La successione apostolica è:
- Arcivescovo André Charles Collini (1962)